# ارنست تامپسون ستون
ارنست تامپسون ستون (انگلیسی: Ernest Thompson Seton؛ ۱۴ اوت ۱۸۶۰ – ۲۳ اکتبر ۱۹۴۶) پدیدآور، نویسنده هنرمند حیات‌وحش و یکی از پیشگامان بنیانگذار پسر پیشاهنگان آمریکا (BSA) در ۱۹۱۰ اهل ایالات متحده آمریکا بود.

## زندگی
ستون در والد اسکاتلند در ایالت دورام، انگلیس متولد شد. خانواده وی در سال ۱۸۶۶ به کانادا مهاجرت کردند. بیشتر دوران کودکی وی در تورنتو ، انتاریو گذشت. وی موفق به دریافت بورس تحصیلی در هنر به آکادمی رویال در لندن، انگلیس شد. در سال ۱۸۹۱، او کتاب پرندگان مانیتوبا را چاپ کرد و توسط دولت منیتوبا به عنوان طبیعت‌گرای استان منصوب شد.